# Polyalthia flagellaris
Polyalthia flagellaris este o specie de plante din genul Polyalthia, familia Annonaceae. A fost descrisă pentru prima dată de Odoardo Beccari, și a primit numele actual de la Airy Shaw. Conform Catalogue of Life specia Polyalthia flagellaris nu are subspecii cunoscute.